# سیارک ۶۹۴۲
سیارک ۶۹۴۲ (به انگلیسی: 6942 Yurigulyaev، نامگذاری:1976YB2) شش هزار و نهصد و چهل و دومین سیارک کشف شده‌است که در ۱۶ دسامبر ۱۹۷۶ کشف شد.
قدر مطلق سیارک برابر ۲۵.۷ است.